# Partit Republicà Progressista
Partit Republicà Progressista fou el nom que adoptà el partit que agrupava les forces republicanes després de la caiguda de la Primera República Espanyola el 1874, i que fou refundat a l'exili per Manuel Ruiz Zorrilla i Nicolás Salmerón el 1880 amb la finalitat d'aplegar totes les forces republicanes (centristes de Salmerón, progressistes democràtics de Cristino Martos Balbi, etc.).
Ideològicament, defensaven una república unitària (tot i que no es tancaven en banda a alguna forma d'autonomia regional) amb el reformisme social radical posat en pràctica el 1872. Tanmateix, aviat es produïren crisis internes degut al revolucionarisme conspiratori de Ruiz Zorrilla (que intentà engrescar els militars de l'Associació Republicana Militar en els pronunciaments de 1883 i 1886), la negativa a participar en comicis i l'absoluta intransigència a participar en institucions de la monarquia. Això provocà que molts seguidors de Martos s'integressin al Partit Liberal o al Partit Demòcrata Possibilista el 1881, i la de Nicolás Salmerón el 1886, fundador del Partit Republicà Centralista. Això va provocar la participació electoral de partit des del 1887, però les diferències entre Ruiz Zorrilla i els seus socis provocaren l'esmicolament del partit a la seva mort el 1895. Eusebi Jover i Marquet en fou el cap a Catalunya i avalador d'Alejandro Lerroux, qui l'abandonaria per a fundar el Partit Republicà Radical. Els blasquistes valencians fundarien el Partit d'Unió Republicana Autonomista, i el mallorquí Jeroni Pou Magraner fundà el Partit d'Unió Republicana de Mallorca. D'altres grups s'uniren al Partit Republicà Democràtic Federal i d'altres fundarien el 1903 la Unió Republicana.